# Mrveš
Mrveš (cyr. Мрвеш) – wieś w Serbii, w okręgu jablanickim, w gminie Bojnik. W 2011 roku liczyła 74 mieszkańców.